# سوني بيل وليامز
سوني بيل وليامز (بالإنجليزية: Sonny Bill Williams) هو رياضي نيوزيلندي. يلعب مختلف الألعاب الرياضية. وتشمل هذه اتحاد الرغبي، دوري الرغبي والملاكمة. ذهب للعب في أستراليا لينال لقب أفضل لاعب هناك، بعدها قرر أن يتوجه لرياضة الملاكمة إلى جانب الرغبي، وقد ساعده جسده المفتول بالعضلات على ذلك ونال لقب بطل العالم في الملاكمة ولقب بطولة الملاكمة في نيوزيلندا. بالإضافة للحصول على العديد من الجوائز والألقاب الفردية. يذكر أن سوني أعلن إسلامه منذ عام 2008 أثناء احترافه في فرنسا.

## حياته الشخصية
اعتنق وليامز الإسلام في عام 2009، حين كان يلعب في فرنسا لصالح تولون. في عام 2018، قام بأداء فريضة الحج إلى مكة وزار المدينة المنورة. وهو مواطن مزدوج في نيوزيلندا وساموا. في عام 2019، أصدر «رسالة تعزية» لضحايا إطلاق النار في حادثة هجوما كرايستشيرش 2019.

## وصلات خارجية
- سوني بيل وليامز على موقع بوكس ريك (الإنجليزية) (registration required)
- سوني بيل وليامز على موقع سلسلة سباعيات الرغبي العالمية - رجال (الإنجليزية)
- سوني بيل وليامز عل موقع إسبنسكروم (الإنجليزية)
- سوني بيل وليامز على موقع ItsRugby.co.uk (الإنجليزية)
- سوني بيل وليامز على موقع اللجنة الأولمبية الدولية (الإنجليزية)
- سوني بيل وليامز على موقع أوليمبيديا (الإنجليزية)
- سوني بيل وليامز على موقع اللجنة الأولمبية النيوزيلندية (الإنجليزية)
- Matheson، John (2011). Sonny Bill Williams: The Story of Rugby's New Superstar. هاربر كولنز Publishers New Zealand. ص. 144. مؤرشف من الأصل في 2017-08-29. {{استشهاد بكتاب}}: تجاهل المحلل الوسيط |الرقم المعياري= لأنه غير معروف، ويقترح استخدام |ردمك= (مساعدة)
- Riley، David (2013). Off Loading with Sonny Bill Williams. Smashwords. ص. 70. مؤرشف من الأصل في 2017-08-26. {{استشهاد بكتاب}}: تجاهل المحلل الوسيط |الرقم المعياري= لأنه غير معروف، ويقترح استخدام |ردمك= (مساعدة)